# جيمي باتيسون
جيمي باتيسون (بالإنجليزية: Jimmy Pattison)‏ هو لاعب كرة قاعدة أمريكي، ولد في 18 ديسمبر 1908 في ذا برونكس في الولايات المتحدة، وتوفي في 22 فبراير 1991 في ملبورن في الولايات المتحدة.

## وصلات خارجية
- جيمي باتيسون على موقعبيزبول رفرنس.كوم (الدوري الرئيسي) (الإنجليزية)
- جيمي باتيسون على موقعبيزبول رفرنس.كوم (الدوري الثانوي) (الإنجليزية)